# Xemeneia de Cal Montané
La Xemeneia de Cal Montané és una obra d'Olesa de Montserrat (Baix Llobregat) protegida com a Bé Cultural d'Interès Local.

## Descripció
Es tracta d'una xemeneia de forma troncopiramidal de vuit cares feta amb maó refractari i morter de calç. Està coronada per un petit cos amb motllures. La base és de planta quadrada amb les arestes aixamfranades, construïda amb els mateixos materials, i té una cornisa amb un fris dentat. Hi ha una porta per accedir a l'interior.

## Història
La fàbrica tèxtil de cal Muntané es va fundar l'any 1921 amb el nom de Montané i Cia. L'any 1923 canvià el nom i passà a anomenar-se "Juan Montané Font", nom que va perdurar fins a 1933, quan passà a denominar-se "J. Montané Font, S.L." Durant la Guerra Civil (1936-1939) es va dedicar a produir armament i tornà a recuperar el seu ús original el 1940, fins que el 1963 va deixar de funcionar definitivament, ja que s'hi va instal·lar la fàbrica de galetes Rochina, que va tancar l'any 1980. Més endavant, la nau ha tornat a estar ocupada pel sector del tèxtil. La xemeneia va deixar de funcionar el 1963.